# Rachel Breton
Rachel Breton (* 4. August 1990 in Nutley, New Jersey) ist eine US-amerikanische Fußballspielerin.

## Karriere
Breton spielte seit dem Jahr 2009 für die New Jersey Wildcats in der W-League. Am 1. Juni 2013 wurde sie gemeinsam mit ihrer Teamkollegin Danielle Schulmann erstmals als Reservespielerin in den Kader des NWSL-Teilnehmers Sky Blue FC berufen, da mehrere Stammspielerinnen zu Länderspielen ihrer Nationalmannschaften abgestellt waren. Ihr Ligadebüt gab sie am 6. Juli bei einem 1:0-Heimsieg gegen Washington Spirit, als sie in der zweiten Halbzeit für Mónica Ocampo eingewechselt wurde. Nach diesem Einsatz kehrte sie wieder in den Kader der Wildcats zurück. Im Verlauf der Saison 2014 wurde Breton erneut sporadisch als Reservespielerin ins Aufgebot des Sky Blue FC berufen, kam jedoch zu keinem weiteren Einsatz.
Im März 2015 wechselte sie für wenige Wochen zum norwegischen Erstligisten Amazon Grimstad FK und kehrte im Juni ein weiteres Mal zum Sky Blue FC zurück, blieb dort jedoch abermals bis Saisonende ohne Pflichtspieleinsatz.